# Грузьке (Охтирський район)
Гру́зьке — село в Україні, у Тростянецькій міській громаді Охтирського району Сумської області. Населення становить 0 осіб. Колишній орган місцевого самоврядування — Білківська сільська рада.
Після ліквідації Тростянецького району 19 липня 2020 року село увійшло до Охтирського району.

## Географія
Село Грузьке знаходиться на березі Балки Грузької, яка через 4 км впадає в річку Боромля, нижче за течією на відстані 2,5 км розташоване село Микитівка. На відстані 1 км розташоване село Хвощова.